# 梅尔旺 (索恩-卢瓦尔省)
梅尔旺（法語：Mervans，法語發音：[mɛʁvɑ̃]）是法国索恩-卢瓦尔省的一个市镇，属于卢昂区。

## 地理
梅尔旺（46°47'53"N, 5°11'12"E）面积28.78 平方千米，位于法国勃艮第-弗朗什-孔泰大區索恩-卢瓦尔省，该省份为法国中部省份，北起顺时针与科多尔省、汝拉省、安省、罗讷省、卢瓦尔省、阿列省和涅夫勒省接壤。
与梅尔旺接壤的市镇（或旧市镇、城区）包括：拉拉西讷斯、拉沙佩勒圣索沃尔、拉绍、布雷斯地区当皮埃尔、迪科讷、圣日耳曼迪布瓦、塞尔莱、布雷斯地区塞里尼、维勒戈丹。

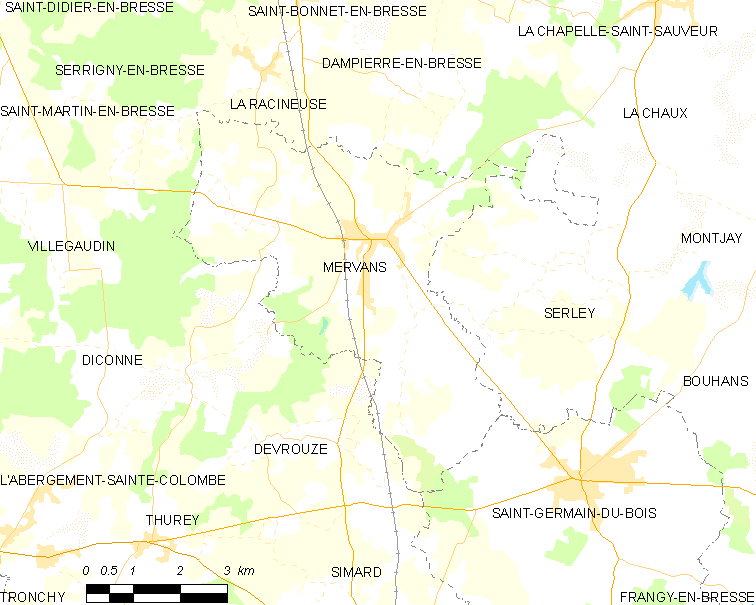
的OSM定位图

梅尔旺的时区为UTC+01:00、UTC+02:00（夏令时）。

## 行政
梅尔旺的邮政编码为71310，INSEE市镇编码为71295。

## 政治
梅尔旺所属的省级选区为皮埃尔德布雷斯县。

## 人口

1962-2008年间人口变化图示

梅尔旺于2022年1月1日时的人口数量为1488人。